# Гордость и предубеждение (телесериал, 2025)
«Гордость и предубеждение» (англ. Pride and Prejudice) — предстоящий телевизионный сериал, экранизация одноимённого романа Джейн Остин. Автором сценария стала Долли Олдертон, режиссёром — Эйрос Лин.
Премьера состоится на Netflix.

## Сюжет
Действие разворачивается в Англии начала XIX века. В центре сюжета сериала история жизни семейства Беннет, состоящего из родителей и пяти дочерей: Джейн, Элизабет, Марии, Китти и Лидии. Центральное внимание уделяется отношениям второй дочери, Элизабет Беннет, и богатого аристократа мистера Дарси.
Старшая дочь Джейн влюбляется в Чарльза Бингли, дружелюбного молодого джентльмена, однако её чувства сталкиваются с сомнениями и интригами окружения. Элизабет, обладающая острым умом и независимым характером, изначально испытывает антипатию к Дарси, считая его высокомерным и надменным человеком. Тем временем младшие сестры Мария, Китти и особенно Лидия проявляют легкомысленность и поверхностность, вызывая беспокойство родителей.

## В ролях
- Эмма Коррин — Элизабет Беннет
- Джек Лауден — мистер Дарси
- Оливия Колман — миссис Беннет
- Руфус Сьюэлл — мистер Беннет
- Фрейя Мейвор — Джейн Беннет
- Хоупи Пэрриш — Мэри Беннет
- Холли Эвери — Китти Беннет
- Риа Нород — Лидия Беннет
- Дэрил Маккормик — мистер Чарльз Бингли
- Сиена Келли — Кэролайн Бингли
- Льюис Партридж — мистер Джордж Уикхем
- Джейми Деметрио — мистер Уильям Коллинз
- Фиона Шоу — леди Кэтрин де Бург
- Анджана Васан — миссис Гардинер
- Себастьян Арместо — мистер Гардинер
- Рози Кавалиеро — леди Лукас
- Джастин Эдвардс — сэр Уильям Лукас
- Сафрон Кумбера — миссис Херст
- Джеймс Драйден — мистер Херст
- Джеймс Норкот — полковник Форстер
- Элоиз Уэбб — Гарриет Форстер
- Изабелла Сермон — Джордина Дарси

## Производство
В октябре 2024 года стало известно, что Долли Олдертон приступила к написанию сценария по роману Джейн Остин «Гордость и предубеждение» (1813), предназначенного для платформы Netflix. Адаптацию назвали прогрессивной.
В апреле 2025 года появилась информация, что актёр Джек Лоуден ведёт переговоры относительно роли мистера Дарси. Следующим днём было подтверждено участие актрисы Эммы Коррин и Оливии Колман вместе с ним, режиссёром стал Эувро Лин.
В июле 2025 года в актёрский состав также вошли Руфус Сьюэлл, Льюис Партридж, Джейми Деметрио, Фиона Шоу и Дэрил Маккормик. Исполнительными продюсерами выступают Уил Джонстон и Луиза Маттер от компании Lookout Point, а также сама Коррин, Олдертон, Лин и Лаура Ланкестер. Продюсером назначена Лиза Осборн.
Съёмочный процесс начался в Великобритании в июле 2025 года, тогда же появились первые кадры со съёмок.